# Манёв (посёлок)
Манёв — опустевший посёлок в Климовском районе Брянской области в составе Брахловского сельского поселения.

## География
Находится в юго-западной части Брянской области на расстоянии приблизительно 17 км на восток-юго-восток по прямой от районного центра посёлка Климово.

## История
Упоминается с XVIII века как хутор во владении Данченко. В 1928 году 21 хозяйство. В середине XX века работал колхоз «Первомайский». На карте 1941 года отмечен был как Манево с 15 дворами.

## Население
Численность населения: 109 человек (большинство украинцы) в 1926 году, 33 (русские 94 %) в 2002 году, 10 в 2010.